# Claudine de Castro
Claudine Maria Antônia Tissier de Castro (Rio de Janeiro, 1930  - Rio de Janeiro, 2015), conhecida como Claudine de Castro ou Claudine Meggiolaro, foi uma escritora carioca. Filha do empresário Mário Moura de Castro e de Claudinetti Seraphine Tissier, conhecida como Nenette de Castro. Foi casada com Antonio Meggiolaro e, posteriormente, com Bento Luis Soares Sampaio. Mãe da arquiteta e artista plástica Amélia Maria Meggiolaro e de Antonio Carlos Meggiolaro. Era neta do cineasta e empresário do ramo cinematográfico Vital Ramos de Castro e sobrinha da pianista Maria Antônia de Castro.

## Biografia
Claudine era famosa por organizar eventos sociais e beneficentes e se dedicou a atividades variadas como relações públicas, design de jóias, exposições e produziu editoriais de moda para a Revista Vogue.  Era uma figura frequentemente noticiada por colunas sociais dos anos sessenta aos anos oitenta, ao lado de sua mãe Dona Nenette, sua tia Adelaide de Castro. Claudine era uma representante do "período fausto" da sociedade carioca para o jornalista Zózimo Barrozo do Amaral e que manteve-se em evidência até os anos noventa por razões profissionais, de acordo com Hildegard Angel. Alguns vestidos de alta costura francesa de Claudine e de sua mãe foram doados ao Instituto Zuzu Angel a serem expostos no Museu da Moda. Em sua atividade como escritora, a partir de 1988, Claudine foi por diversos anos, juntamente a Josefina Jordan e Carmen Marquez Gueiros, autora do guia Addresses - Rio. Claudine de Castro escreveu os livros Etiqueta (1997), A Nova Etiqueta (1998) e Recebendo em Casa (1999), com temas sobre culinária e comportamento. Em 2006 produziu o livro biográfico Amelia Meggiolaro em homenagem à atividade profissional de sua filha, falecida no ano anterior.